# Caladium andreanum
Caladium andreanum är en kallaväxtart som beskrevs av Josef Bogner. Caladium andreanum ingår i släktet Caladium och familjen kallaväxter.
Artens utbredningsområde är Colombia. Inga underarter finns listade.